# Ботогол
Ботого́л — посёлок в Окинском районе Бурятии. Входит в сельское поселение «Сойотское».

## География
Расположен на левом берегу реки Ботогол (бассейн Урика), в приблизительно 50 км к востоку от центра сельского поселения — улуса Сорок.

## Гора Ботогол

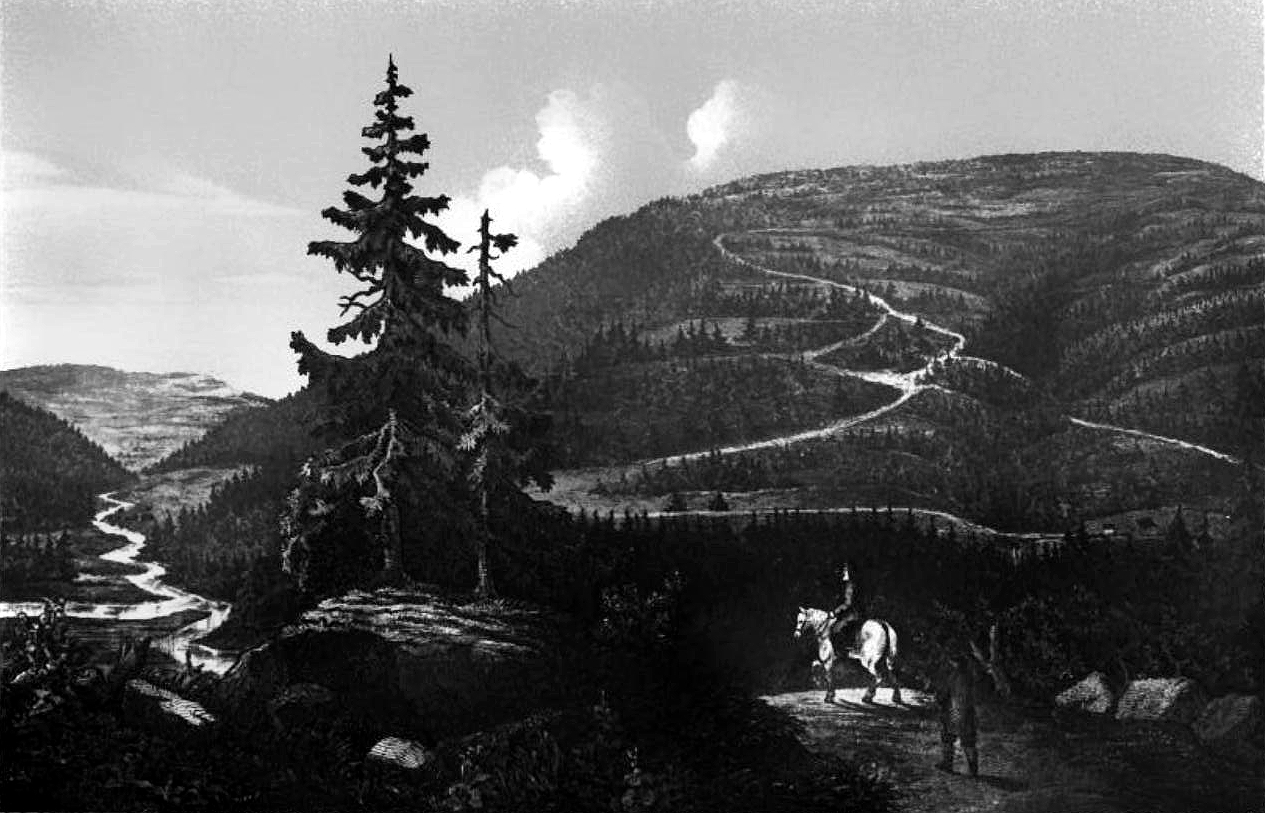
Рудник на горе Ботогол, 1847 г.

Вблизи посёлка на горе Ботогол (Batogol) находится Ботогольское месторождение графита, разработанное И. П. Алибером в 1840х—1860х годах.
Оно расположено на вершине Ботогольского гольца (высота более 2300 м.).
С 2013 года на месте рудника планируется создать ландшафтный парк.

## Население
| 2002 | 2010 |
| ---- | ---- |
| 0    | ↗10  |